# Ернст I (Саксония-Кобург и Гота)
Ернст I Антон Карл Лудвиг фон Саксония-Кобург и Гота (на немски: Ernst I Anton Karl Ludwig von Sachsen-Coburg und Gotha; * 2 януари 1784, Кобург; † 29 януари 1844, Гота) е от 1806 до 1826 г. херцог на Саксония-Кобург-Заалфелд, от рода на Ернестинските Ветини е от 1826 до 1844 г. първият херцог на новосъздаденото херцогство Саксония-Кобург и Гота. Той е пруски генерал и баща на принц Алберт, съпругът на кралица Виктория.

## Живот
Той е най-възрастният син на херцог Франц фон Саксония-Кобург-Заалфелд (1750 – 1806) и втората му съпруга графиня Августа Ройс Еберсдорф (1757 – 1831), дъщеря на граф Хайнрих XXIV фон Ройс-Еберсдорф (1724 – 1779) от род Дом Ройс и съпругата му графиня Каролина Ернестина фон Ербах-Шьонберг (1727 – 1796). Брат е на Леополд I (1790 – 1865), от 1831 г. крал на Белгия, и на Виктория (1786 – 1861), майката на британската кралица Виктория, и Анна Фьодоровна (1781 – 1860), омъжена от 1796 г. за велик княз Константин Павлович (1779 – 1831).
Чрез връзките на сестра му той е номиниран за руски полковник от царица Екатерина II и цар Павел I. Цар Александър I го номинира през 1801 г. на генерал на конната гвардия. Ернст участва в битката при Йена и Ауерщед на 14 октомври 1806 г. и след това придружава крал Фридрих Вилхелм III от Прусия до главната квартира в Грауденц.
Ернст I се жени на 31 юли 1817 г. в Гота за принцеса Луиза Сакс-Гота-Алтенбургска (* 21 декември 1800, Гота; † 30 август 1831, Париж), дъщеря наследничка на херцог Август фон Саксония-Гота-Алтенбург (1772 – 1822) и принцеса Луиза Шарлота фон Мекленбург-Шверин (1779 – 1801). Раждат им се двама сина, но бракът им е нещастен, заради постоянните изневери на Ернст I. Двамата се разделят през 1821 г., като Луиза е принудена да се откаже от синовете си и от всякакви контакти с тях. Те се развеждат официално на 31 март 1826 г.
Ернст I става херцог на Саксония-Кобург-Гота през 1826 г. На 23 декември 1832 г. в Кобург той се жени втори път за племенницата си херцогиня Мария фон Вюртемберг (* 17 септември 1799; † 24 септември 1860), дъщеря на херцог Александер фон Вюртемберг (1771–1833) и принцеса Антоанета фон Сакс-Кобург-Заалфелд (1779 – 1824). Бракът им е бездетен.
Ернст I умира на 29 януари 1844 г. на 60 години в Гота.
- Херцог Ернст I фон Саксония-Кобург и Гота, 1818 – 19
- Първата му съпруга Луиза с двамата си сина, Ернст (дясно) и Алберт, 1823 – 1824
- Принцеса Мария фон Вюртемберг,
втора съпруга
- Бюст на херцог Ернст I в театър Кобург

## Деца
От Луиза Сакс-Гота-Алтенбургска има децата:
- Ернст II (1818 – 1893), херцог на Саксония-Кобург и Гота, женен на 3 май 1842 г. в Карлсруе за принцеса Александрина Луиза фон Баден (1820 – 1904), дъщеря на велик херцог Леополд фон Баден
- Алберт (1819 – 1861), принц на Саксония-Кобург-Гота, женен на 10 февруари 1840 г. в Лондон за британската кралица Виктория Александрина Хановер (1819 – 1901)

Ернст I има извънбрачните деца:
от Хенриета Аделаида, наричана Паулина Панам (1789 – 1840), театрална статистка и хорова певица, има син:
- Ернст Августус Белмонт Панам (1809 – 1832), от 1830 г. рицар фон Халенберг

от София Фермепин дьо Марто (1799 – 1885) има дъщеря:
- Берта Ернестина фон Шауенщайн (1817 – 1896), омъжена 1835 г. за Едуард Шмидт-Льове „фон Льовенфелс“ (1808 – 1892), извънбрачен син на принцеса Юлиана фон Саксония-Кобург-Заалфелд

от Маргарета Браун има близнаците:
- Ернст Алберт Бруно (* 1838), от 1856 г. фрайхер фон Брунек
- Роберт Фердинанд (* 1838), от 1856 г. фрайхер фон Брунек